# Kanton Rethel
Rethel is een kanton van het Franse departement Ardennes. Het kanton maakt deel uit van het arrondissement Rethel.

## Geschiedenis
Op 22 maart 2015 werd het aangrenzende kanton Novion-Porcien opgeheven en de gemeente Corny-Machéroménil werd toegevoegd aan het kanton Rethel, dat daarmee tegenwoordig in totaal 18 gemeenten omvat.

## Gemeenten
Het kanton Rethel omvat de volgende gemeenten:
- Acy-Romance
- Amagne
- Ambly-Fleury
- Arnicourt
- Barby
- Bertoncourt
- Biermes
- Corny-Machéroménil
- Coucy
- Doux
- Mont-Laurent
- Nanteuil-sur-Aisne
- Novy-Chevrières
- Rethel (hoofdplaats)
- Sault-lès-Rethel
- Seuil
- Sorbon
- Thugny-Trugny